# Claudio Giuliodori
Claudio Giuliodori (* 7. ledna 1958 Osimo) je italský římskokatolický duchovní, biskup, generální církevní asistent Katolické univerzity Nejsvětějšího Srdce a Italské katolické akce.

## Život
Narodil se 7. ledna 1958 v Osimu.
Vstoupil do kněžského semináře ve Fano. Po teologickém studiu a studiu na Papežském institutu Jana Pavla II. byl 16. dubna 1983 arcibiskupem Carlem Maccarim vysvěcen na kněze a inkardinován do diecéze Osimo. Stal se vicerektorem semináře v Osimu a diecézním asistentem Katolické akce pro mládež. O dva roky později byl ustanoven farním vikářem ve farnosti svatého Marka. V letech 1988–1991 působil jako adjutant sekretariátu Italské biskupské konference. Roku 1990 získal doktorát na Papežské lateránské univerzitě.
Od roku 1991 byl vedoucím arcidiecézního úřadu pro pastoraci rodin. Mezitím začal vyučovat na Papežském institutu Jana Pavla II. v Římě. V březnu 1998 byl ustanoven vedoucím úřadu pro sdělovací prostředky při Italské biskupské konferenci a roku 2006 se stal poradcem Papežské rady pro sdělovací prostředky.
Dne 22. února 2007 jej papež Benedikt XVI. jmenoval biskupem Macerata-Tolentino-Recanati-Cingoli-Treia. Biskupské svěcení přijal 31. března z rukou kardinála Camilla Ruini a spolusvětiteli byli arcibiskup Angelo Bagnasco, arcibiskup Edoardo Menichelli, arcibiskup Luigi Conti a biskup Giuseppe Betori. Dne 26. února 2013 byl stejným papežem jmenován generálním církevním asistentem Katolické univerzity Nejsvětějšího Srdce a apoštolským administrátorem své předchozí diecéze.
Dne 4. března 2023 mu papež František přidal funkci generálního církevního asistenta Italské katolické akce.